# Beker van België (ijshockey)
De Beker van België in het ijshockey wordt sinds 1986 jaarlijks georganiseerd door de Koninklijke Belgische IJshockey Federatie. In het seizoen 1986-1987 werd er geen bekertoernooi georganiseerd. Ten gevolge van de COVID-19-pandemie is er in het seizoen 2020-2021 eveneens geen bekerfinale georganiseerd. De bekercompetitie is toen vroegtijdig stopgezet.

## Bekers per club
| Bekers | Club                      | Jaar                                                                         |
| ------ | ------------------------- | ---------------------------------------------------------------------------- |
| 13     | HYC Herentals             | 1986, 1989, 1991, 1995, 1999, 2000, 2003, 2012, 2013, 2016, 2017, 2019, 2020 |
| 9      | Antwerp Phantoms          | 1988, 1993, 1996, 1997, 1998, 2001, 2002, 2005, 2015                         |
| 5      | White Caps Turnhout       | 2004, 2007, 2008, 2009, 2011                                                 |
| 4      | Bulldogs Luik             | 2014, 2018, 2022, 2023                                                       |
| 2      | Olympia Heist op den Berg | 1994, 2010                                                                   |
| 1      | Griffoens Geel            | 1990                                                                         |
| 1      | Brussels Tigers           | 1992                                                                         |
| 1      | IHC Leuven                | 2006                                                                         |